# Eothyrididae
Eothyrididae é uma família de sinapsídeos insetívoros do Permiano Inferior da América do Norte. Contém apenas dois gêneros, cada qual com uma espécie, descritos a partir de dois crânios encontrados nos Estados Unidos da América, Eothyris no Texas, e Oedaleops, no Novo México. Constituem pelicossauros primitivos, cuja principal característica são dois dentes caniniformes na maxila, os demais são estruturas cônicas simples.
As características craniais se mostram primitivas em comparação ao outros pelicossauros. Entre elas estão, o pós-pariental emparelhado, o supratemporal largo, o pós-orbital grande e estendido posteriormente, o jugal é excluído da margem ventral do crânio, a placa ventral do paraesfenóide é larga, o ramo quadrado do pterigóide tem a região ventral achatada, a superfície ventral da mandíbula é arredondada, e não há um processo retroarticular.
Olson, em 1941, identificou o táxon Bayloria como pertencente a família Eothyrididae, entretanto, Reisz e Heaton, em 1982, o identificaram como um espécime imaturo do gênero Captorhinus.